# Juan el Diácono

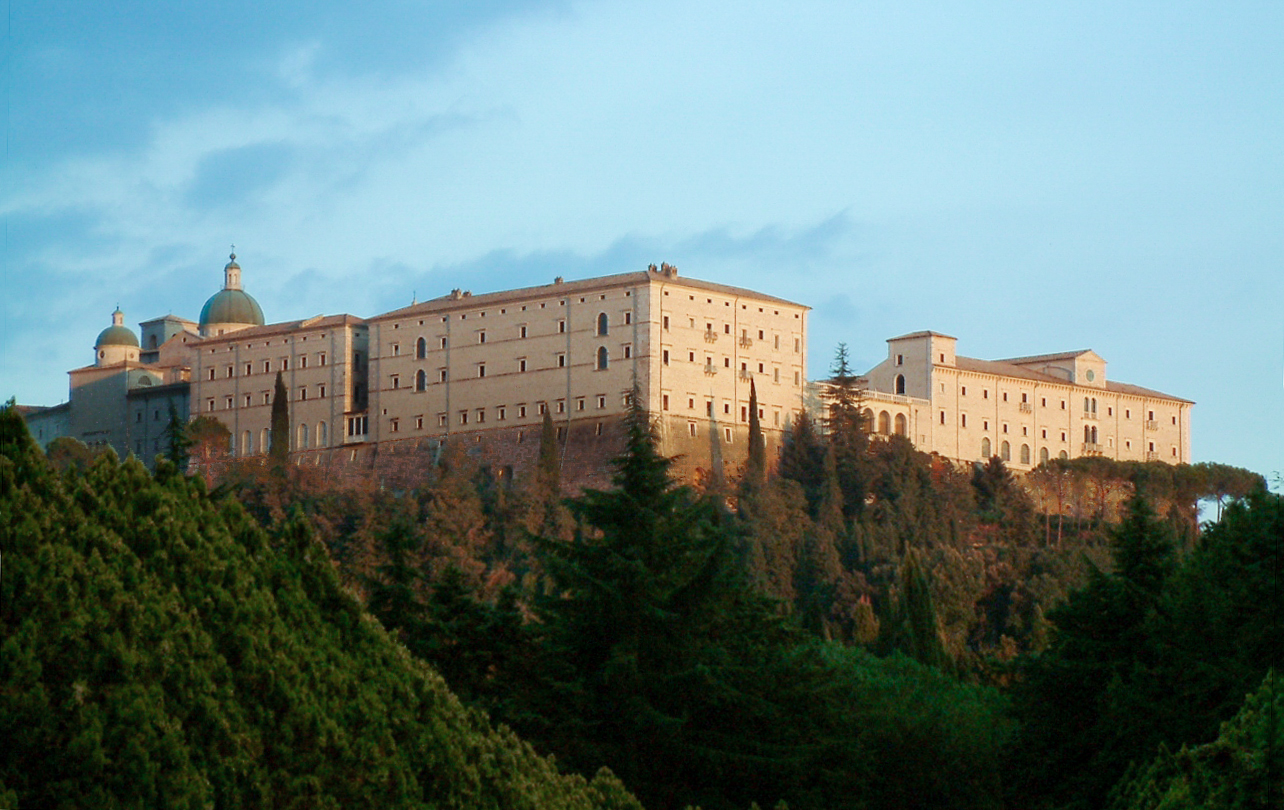
La abadía de Monte Cassino, restaurada

Juan el Diácono de Roma, llamado Johannes Hymonides (? -  882) fue un monje de Monte Cassino a mediados del siglo IX y, más tarde, diácono de la Iglesia Romana. Poseedor de un nada desdeñable conocimiento, estuvo estrechamente relacionado con el erudito Anastasio el Bibliotecario, antipapa de la Iglesia Romana (815 - 879).
A instancias de Juan VIII (820-882) escribió una biografía de Gregorio Magno, usando las obras de este Papa y algunos extractos de sus cartas, fechados en una época anterior y pertenecientes a los archivos de la Iglesia Romana. Su trabajo se divide en cuatro libros: en el primero se da cuenta de la vida de Gregorio hasta el momento de su pontificado; en el segundo, de sus actividades como Papa; en el tercero, de sus enseñanzas; y en el cuarto, de su progreso hacia la perfección. La obra fue editada por Jean Mabillon.
Además, tenía la intención de escribir una historia detallada de la Iglesia, para la cual, a pedido suyo, Anastasio compiló una historia en tres partes (tripartita) de las fuentes griegas. Sin embargo, tal propósito no llegó a ejecutarse. Por invitación del obispo Gaudericus de Velletri (867-79), se dedicó a reeditar la "Gesta Clementis", una vida de Clemente I (muerto hacia finales del siglo primero), aunque no vivió para terminar la obra. Esta nunca apareció en su totalidad a pesar de que Gaudericus continuó con su labor. También se dice que en la Biblioteca Nacional de París hay todavía un manuscrito de un breve comentario sobre el Heptateuco apoyado en fuentes patrísticas y escrito por este Juan.
También existe una carta de un tal Johannes Diácono a Senarius, "vir illustris" (hombre ilustre) que trata de la ceremonia del bautismo, pero no es obra de Johannes Hymonides, sino de un diácono del mismo nombre más antiguo.